# 石浦浩
石浦 浩（いしうら ひろし、1977年8月29日 - ）は、日本の実業家。ライフスタイルデザイン株式会社代表取締役C.E.O.。新潟県出身。

## 経歴
- 1977年 - 新潟県に生まれる。
- 2000年 - 帝京大学理工学部卒業、個人事業主としてイーエントランスを創業
- 2003年 - イーエントランスを法人化。代表取締役社長兼C.E.O.に就任
- 2006年 - e-Entertainment株式会社を設立。副社長C.T.O.に就任
- 2010年 - ライフスタイルデザイン株式会社に商号変更

## 逸話
- 帝京大学時代、現ソフトバンク株式会社常務執行役員 兼 CSの筒井多圭志に師事。
- 2009年2月、新規事業／新会社立上プロジェクトメンバーとして株式会社光通信（東証一部上場）社長室に副統轄としてヘッドハンティングされ、クラウンコンサルティング株式会社の創業メンバーとして。システムリーダー（制作部責任者）として2010年10月まで従事。